# Downtown Run
Downtown Run, в Северной Америке известная под названием City Racer — видеоигра в жанре аркадных автогонок, разработанная студией Ubisoft Romania и изданная компанией Ubisoft весной 2003 года для игровых приставок PlayStation 2 и GameCube и персональных компьютеров под управлением Windows. 17 июля того же года игра была выпущена компанией Com2uS для мобильных телефонов. На русском языке аркада была издана под названием «Уличный Гонщик» компанией «Акелла».
В Downtown Run игроку предстоит участвовать в гонках по существующим городам. На выбор предоставлены автомобили от известных мировых производителей. В игре присутствуют одиночный и многопользовательский режимы с многообразием видов заездов, которых всего восемь. Во время соревнований игрок может зарабатывать рейтинг, выигрывая в гонках и выполняя манёвры на дороге. Различные бонусы, разбросанные на трассах, позволяют менять ход гонки.
Разработчики реализовали в игре большое количество режимов, каждый из которых имеет свои уникальные особенности. После выпуска аркада была неоднозначно оценена игровой прессой. Некоторые критики отнесли к достоинствам идею игры и визуальный стиль, а другие выделили среди недостатков управление автомобилями и однообразный игровой процесс.

## Игровой процесс

Игра в режиме «Быстрая гонка» на Peugeot 307. Head-Up Display (HUD) показывает рейтинг, панель приборов, круг, расстояние до финиша, время и позицию в гонке

Downtown Run представляет собой аркадную гоночную игру, выполненную в трёхмерной графике.
Игроку доступны на выбор автомобили, у каждого из которых можно изменить цвет, а также различаются максимальная скорость, объём, мощность и тип двигателя. Трассы в игре сделаны на базе реальных городов, например Лондона, Парижа или Москвы. На выбор предоставлен одиночный, а также многопользовательский режим для двух игроков с технологией разделённого экрана. В игре присутствуют восемь видов заездов, каждый со своими особенностями, например в «Быстрой гонке» нужно проехать некоторое количество кругов (число которых варьируется от одного до тридцати) и занять первое место, а в «Гонке на время» игрок в одиночку проезжает трассу с целью установить рекорд времени.
За победу в гонках и за выполнение манёвров на дороге игрок повышает свой рейтинг, который открывает доступ к определённым автомобилям и гонкам, недоступным изначально; рейтинг теряется в случае, если проиграть в заезде или сойти с дистанции. В большинстве видов заездов на трассах присутствуют бонусы, которые можно подобрать. Они делятся на улучшающие (например, «Неуязвимость») и агрессивные (например, «Шипы»). Первые дают преимущества автомобилю игрока, в то время как агрессивные позволяют атаковать машины соперников.

## Разработка и выход игры
Разработка игры велась студией Ubisoft Romania, издателем выступила компания Ubisoft, а за упрощённую мобильную версию под управлением J2ME была ответственна студия Com2uS. В качестве отличительных особенностей Downtown Run разработчики приняли решение использовать разбросанные по трассам бонусы, влияющие на ход гонки, и большое количество разных игровых режимов, каждый из которых был сделан со своими правилами и особенностями. Кроме того, создатели получили лицензию на использование автомобилей от известных мировых производителей, таких как Volkswagen, Mitsubishi, Ford и других.
Downtown Run вышла 28 марта 2003 года для персональных компьютеров под управлением Windows и игровой приставки PlayStation 2 в Европе. Версия для Windows была локализована компанией «Акелла» и издана 1 апреля под названием «Уличный Гонщик» полностью на русском языке — переводу подверглись как текст, так и озвучивание. В Северной Америке игра была выпущена под названием City Racer 29 апреля для GameCube и 30 июня для Windows; в этом регионе также планировалось выпустить версию для PlayStation 2, но выход был отменён. Версия для мобильных телефонов (J2ME) вышла 17 июля. Разработчики из студии Candella Software также хотели портировать игру на портативную систему Nintendo DS, но в итоге от этого отказались.

## Оценки и мнения
| Сводный рейтинг       | Сводный рейтинг          |
| Агрегатор             | Оценка                   |
| --------------------- | ------------------------ |
| GameRankings          | 54,33 %                  |
| Metacritic            | 58/100                   |
| MobyRank              | 57/100 (PC) 53/100 (PS2) |
| Иноязычные издания    |                          |
| Издание               | Оценка                   |
| AllGame               | [ 13 ] [ 14 ]            |
| Jeuxvideo.com         | 9/20                     |
| Nintendo Power        | 2,6/5                    |
| PC Gamer (US)         | 79/100                   |
| Русскоязычные издания |                          |
| Издание               | Оценка                   |
| Absolute Games        | 69 %                     |
| «Игромания»           | 7/10                     |
| «Страна игр»          | 6,5/10                   |

Downtown Run получила смешанные отзывы от критиков. На сайте Metacritic версия для GameCube имеет среднюю оценку 58 баллов из 100 возможных, а на GameRankings — 54,33 % для той же платформы. К достоинствам игры обозреватели отнесли разнообразие режимов и трасс, но зачастую критиковали игровой процесс и низкий искусственный интеллект соперников.
Представитель журнала Nintendo Power заметил, что игра «сочетает гоночные жанры, которые [в совокупности] меньше, чем их отдельные представители». Похожее мнение оставил Михаил Калинченков (Redguard) из российского сайта Absolute Games. Ему не понравились узкие трассы и практическое отсутствие искусственного интеллекта. «DR способна опередить возможных конкурентов за счёт одного только набора режимов» — заметил рецензент. В журнале «Страна игр» Downtown Run получила смешанный отзыв от Анатолия Норенко: рецензент, с одной стороны, похвалил обилие режимов и трассы в реальных городах, но с другой — раскритиковал «на редкость халтурно» реализованную модель повреждений и воссоздание городов, особенно на трассе «Врата Кремля» («Мавзолей на обочине дороги — это сильно!»). Прохладно к игре отнёсся Logan (Jeuxvideo.com), отметив излишне простой геймплей (назвав его смесью Mario Kart и Need for Speed), проблемы с управлением и «бедное» графическое исполнение, а к положительной стороне отнёс лицензированные автомобили.
Более высоко игру оценили в журналах «Игромания» и PC Gamer. Критику из первого понравилась возможность прокатиться по улицам реальных городов, а также он порадовался безупречному качеству русской локализации: «типичная гоночная аркада без особого внимания к физике и механике процесса — четыре клавиши управления плюс рассыпанные по трассам бонусы». Представители из PC Gamer же назвали игру «одной из самых приятных гоночных аркад на PC».